# Волжанка (река)
Волжанка — река в России, протекает по Удомельскому району Тверской области и в Боровичском районе Новгородской области. Впадает в озеро Шабодро, из которого вытекает Шабодерка. Длина реки составляет 31 км.
На правом берегу реки стоят деревни Холщагино и Заболотье Перелучского сельского поселения Боровичского района.

## Данные водного реестра
По данным государственного водного реестра России относится к Балтийскому бассейновому округу, водохозяйственный участок реки — Мста без реки Шлина от истока до Вышневолоцкого г/у, речной подбассейн реки — Волхов. Относится к речному бассейну реки Нева (включая бассейны рек Онежского и Ладожского озера).
Код объекта в государственном водном реестре — 01040200212102000020704.